# Across the borders

Logo des Kulturfestivals

Across the borders ist ein international ausgerichtetes sparten- und grenzenübergreifendes Kulturfestival, das von 2008 bis 2018 regelmäßig in Aachen und im benachbarten Ausland stattfand. Es war von Beginn an Teil des Projektes Route Charlemagne, das als kulturpädagogischer Rundgang historische und kulturelle Orte der Stadt verbindet. Das Festival wurde veranstaltet vom Kulturbetrieb der Stadt Aachen unter Leitung von Rick Takvorian, der auch das Schrittmacher Festival verantwortet, und es wurde unterstützt von zahlreichen Sponsoren. Across the borders erstreckte sich anfangs über vier Monate und wurde ab 2011 auf ein bis zwei Monate komprimiert. Es bot mit renommierten Künstlerinnen und Künstlern sowie Gruppen aus dem In- und Ausland unter einem jährlich wechselnden Motto Musik, Tanz, Performance, Bildende Kunst sowie Literatur und Filme an und war 2018 Teil des „Rheinischen Kultursommers“.

## Chronologie

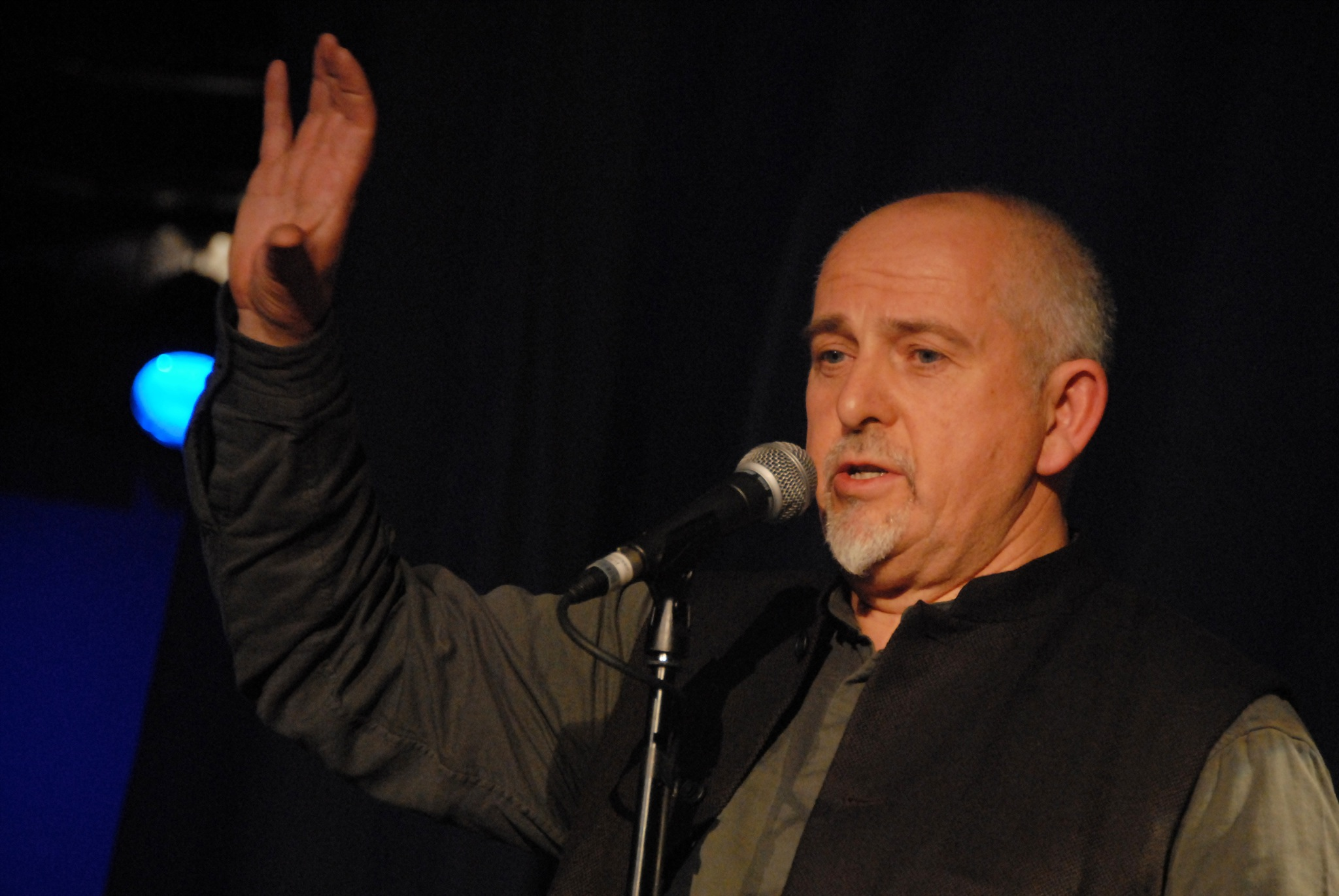
Peter Gabriel (2007)

Anlass der Gründung von „across the borders“ war unter anderem die EuRegionale 2008, die für das betreffende Jahr vom Land Nordrhein-Westfalen in die Region Aachen und die angrenzenden Kreise in Deutschland, Belgien und den Niederlanden vergeben wurde. Unter dem Motto „Globalisierung“ sollte es sowohl in Hinblick auf geografische und politische Grenzeüberschreitungen als auch bezüglich künstlerischer Auseinandersetzung mit den einzelnen Genres zu einem regen künstlerischen Austausch kommen. Als Mitwirkende waren neben vielen regionalen Akteuren unter anderem die Performance-Künstlerinnen Laurie Anderson und Angie Hiesl, der britische Musiker Peter Gabriel mit seinem Album Big Blue Ball sowie die Gruppen Jerobam mit Benny Greb und Stephan Sulke mit Manfred Leuchter. Die Aufführungen fanden vielfach auf öffentlichen Plätzen sowie im Ludwig Forum für Internationale Kunst, im Suermondt-Ludwig-Museum und in der damals noch offenen Kirche St. Paul statt.
Im zweiten Jahr des Festivals war als Motto „Macht“ ausgegeben worden und die Einzeldarbietungen fanden diesmal schwerpunktmäßig auf den Stationen der Route Charlemagne statt. Höhepunkte waren neben den musikalischen Darbietungen eine Lichtinstallation auf dem Katschhof sowie die Integration der „Langen Nacht der Museen“. Besondere Aufmerksamkeit erhielten die Auftritte unter anderem von Trilok Gurtu, Helen Schneider und Adwoa Hackman sowie der Compagnie Irene K. 

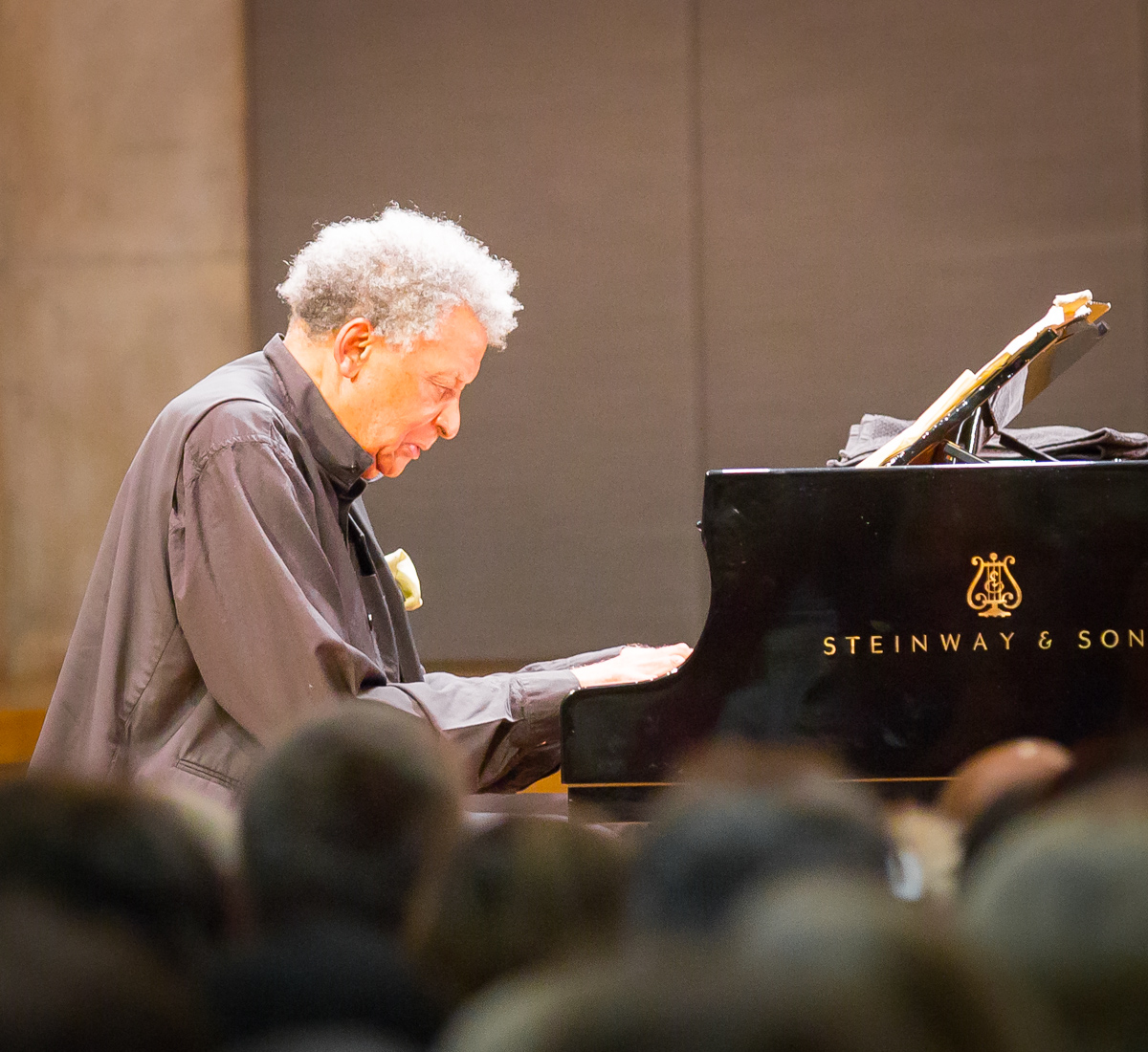
Abdullah Ibrahim (2016)

Im Jahr 2010 fand das Festival im Zeichen der „Globalbanane“, entworfen von dem Künstler Thomas Baumgärtel, statt. Schwerpunkt waren diesmal die Streetart-Kunst, die von Baumgärtel selbst, Lake13 und Lazy 65 präsentiert wurde, sowie Aktionen rund um Aachens Partnerstadt Kapstadt unter anderem mit den südafrikanischen Musikern Bonita und Abdullah Ibrahim. Weitere Höhepunkte waren die Welturaufführung des Orientalischen Tanzkonzertes „The Sky has no Borders“ des libanesischen Künstlers Abaji, eine Performance über Martin Kippenberger von Christiane Dénes sowie eine multimediale Live-Performance von Thomas Kagermann.
Beim Festival 2011 wurde die rote Couch von Horst Wackerbarth zum Symbol der Veranstaltung, die auf unterschiedlichen Plätzen temporär aufgestellt und zum optischen Signal für ausgefallene Kunstaktionen, Konzerte und Inszenierungen wurde. Als Hauptgäste traten unter anderem auf Mohammad Reza Mortazavi mit seinen Klangwelten, das Trio Ivoire, der Fotokünstler Wackerbarth in der Aula Carolina und im Kunst- und Kulturzentrum Köpfchen (KuKuK) sowie der Musiker David Rhodes, der zudem mit seinem Partner Graham Dean mit dem Programm „Painting Music“ auf Plätze in Heerlen und Maastricht aufspielte. 

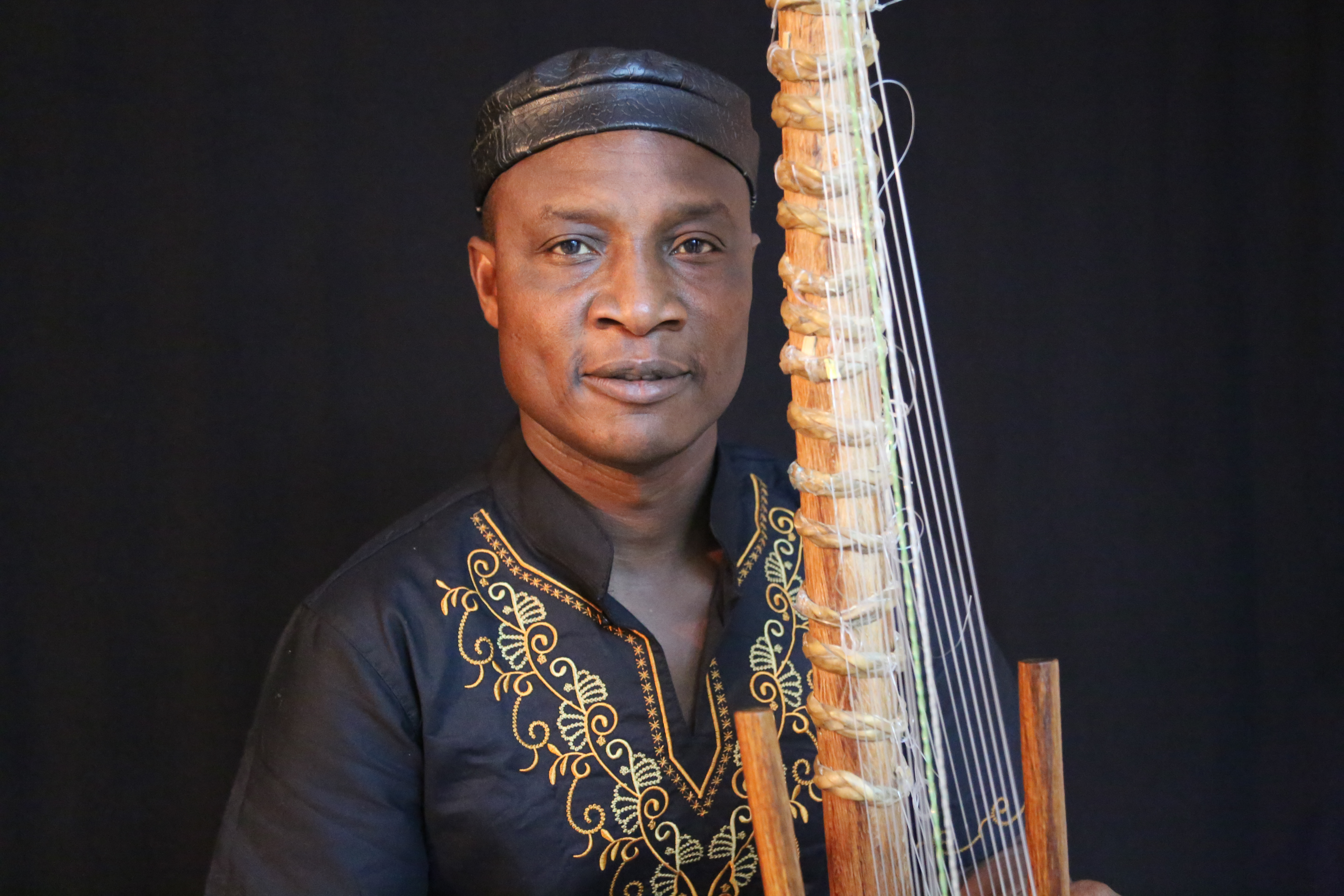
Adjiri Odametey mit Kora (2013)

Der Hof, ein Platz zwischen den Häusern zum Lindenbaum, zum Mohren, dem Domkeller und dem ehemaligen Quirinusbad, war neben der Citykirche St. Nikolaus Schwerpunkt der Veranstaltung 2012. Hier wurden vor allem internationale Musik- und Tanzstile wie Klezmer, Afro-Jazz, Flamenco und Tango unter anderem von Adjiri Odametey und Andreas Molino angeboten.
Das Festivalprogramm 2013 drehte sich vorrangig um Literatur und präsentierte erstmals den „deutsch-arabischen Lyrik-Salon“, das deutsch-niederländische Literaturfestival „Literarischer Sommer“ sowie das Literaturbüro Euregio Maas-Rhein. Dabei hielten unter anderem die Schriftstellerinnen Monika Held, Astrid Rosenfeld, Christiane Neudecker in der Citykirche ihre Autorenlesungen, teils mit musikalischer Begleitung, ab. Die musikalischen Höhepunkte wurden auf öffentlichen Plätzen von den Musikern Ernst Reijseger und Vadim Neselovskyi gestaltet.
Im Jahr 2014 entfiel das Festival wegen der zahlreichen Sonderveranstaltungen zum Karlsjahr in Aachen.
Anlässlich der FEI Europameisterschaften 2015 bezog sich in jenem Jahr das Festival mit seinen Darbietungen auf das Thema Pferd und Reiter, wozu beispielsweise der Fotograf Andreas Herrmann und der Schriftsteller Clemens Meyer Beiträge lieferten. Für das musikalische Programm konnten unter anderem Zap Mama, die Band Banda Senderos sowie die Tanzcompagnie Irene K. gewonnen werden.
Die achte Auflage des Festivals im Jahr 2016 stand unter dem Motto „Vielfalt der Kulturen“ und präsentierte Tanzperformances zwischen Haiti und St. Petersburg, Gitarrenklänge in der Tradition der Sinti und Roma sowie einen Ausflug in die Welten der „Outsider Art“. Gestaltet wurde es unter anderem von dem Künstlerehepaar Delaine und Damian Le Bas, dem Gitarristen Ferenc Snétberger und spielte sich hauptsächlich im und um das Ludwig Forum für Internationale Kunst ab.

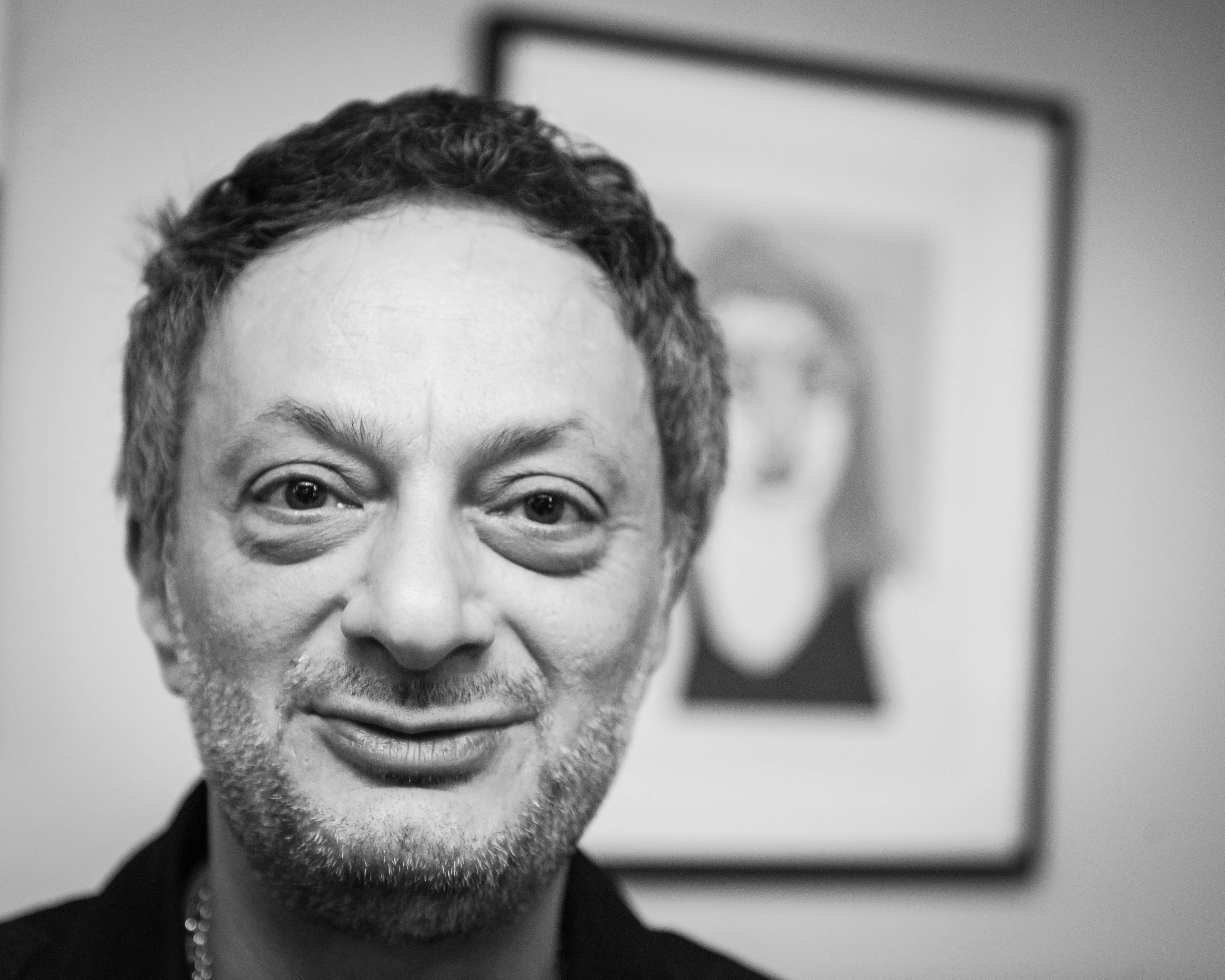
Feridun Zaimoglu (2013)

Internationale Musik und zeitgenössische Kunst waren der Schwerpunkt der Veranstaltung 2017. So las beispielsweise in Zusammenarbeit mit dem deutsch-niederländischen Literaturfestival „Literarischer Sommer“ der Schriftsteller Feridun Zaimoglu aus seinem Roman „Evangelio“ und Karl Walter Sprungala erinnerte zusammen mit René Böll an „100 Jahre Heinrich Böll“. Für die musikalischen Höhepunkte sorgten unter anderem der Komponist Christian Klinkenberg mit seiner neuen Oper „Das Kreuz der Verlobten“, die Brass-Band Too Many Zooz und die National Band of New Zealand. Das Theater Anu führte die Besucher in Form einer poetischen Reise durch einen nächtlichen „Schattenwald“. Neben den üblichen Aufführungsplätzen standen diesmal auch der Kennedypark sowie der Stadtwald und verschiedene Kinos zur Verfügung.
Zirkus, Tanz, Poesie, zeitgenössische und mittelalterlicher Chor- und Weltmusik, sowie Literatur, Film als auch Installations- und Klangkunst standen im Mittelpunkt der 10. Veranstaltung 2018. Diesmal kam erstmals auch das „Depot Talstraße“ als Aufführungsort hinzu, nachdem es im Rahmen der Sanierung des Nordviertels von Aachen als dortiger zentraler sozialer Treffpunkt eingerichtet worden war. Neben vielen Einzeldarstellern und Gruppen veranstalteten Jürgen Nendza und erneut Clemens Meyer ihre Autorenlesungen, führte der Komponist Patrick Otto seine neue Oper „Apfel und Amsel“ auf, brachte die Gruppe „The Turbans“ Musik aus dem Nahen und Mittleren Osten zu Gehör und Filmabende wurden im Apollo-Kino sowie im Rahmen der „FilmSchauPlätze NRW“ erstmals im restaurierten Tuchwerk Aachen abgehalten. Ein weiterer Höhepunkt war die Open-Air-Aufführung der Carmina Burana in Heerlen durch die spanische Theatergruppe La Fura dels Baus.